# Donja Studena
Donja Studena (cyr. Доња Студена) – wieś w Serbii, w okręgu niszawskim, w mieście Nisz. W 2011 roku liczyła 290 mieszkańców.